# Heinrich Lüders
Heinrich Lüders, född 25 juni 1869 i Lübeck, död 7 maj 1943 i Badenweiler, var en indolog. 
Lüders blev filosofie doktor vid Göttingens universitet 1894, tjänstgjorde vid Indian Institutes bibliotek i Oxford 1895-99, blev privatdocent i Göttingen 1898, e.o. professor där 1903, ordinarie professor där 1905, vid Kiels universitet 1908 och vid Berlins universitet från 1909 till 1935. Han var rektor vid Berlinuniversitet  1931-1932.